# 八木健祥
八木 健祥（やぎ けんしょう、1958年10月 - ）は、日本の銀行員、経済学者（観光政策論・交通経済学・金融論）。静岡県立大学大学院経営情報イノベーション研究科附属ツーリズム研究センターセンター長（初代）・経営情報学部教授・大学院経営情報イノベーション研究科教授。
日本銀行静岡支店次長、一般社団法人CRD協会理事などを歴任した。

## 来歴

### 生い立ち
1958年（昭和33年）10月に生まれた。学校法人である学習院により設置・運営される学習院大学に進学し、経済学部の経済学科にて学んだ。1981年（昭和56年）3月、学習院大学を卒業した。それに伴い、経済学士の称号を取得した。

### 銀行員として
大学卒業後は、日本の中央銀行である日本銀行に採用され、1981年（昭和56年）4月に入行した。2008年（平成20年）6月には、日本銀行の静岡支店にてナンバーツーである次長に就任した。リーマン・ショックに端を発する世界金融危機に見舞われるなか、静岡県の地域経済の安定に尽力した。2013年（平成25年）7月より、一般社団法人であるCRD協会に転じ、調査部の部長に就任した。CRD協会は、日本各地の信用保証協会、政策金融機関、および、民間金融機関より取引先の財務情報を入手し、それを集積することで経営評価情報や各経営指標を提供する機関である。2016年（平成28年）6月には、CRD協会の理事の一人として名を連ねるとともに、営業部の部長を兼ねた。

### 経済学者として
2019年（平成31年）4月、静岡県立大学に転じ、経営情報学部の教授に就任した。なお、静岡県立大学は、県と同名の公立大学法人により設置・運営される公立大学であり、静岡薬科大学、静岡女子大学、静岡女子短期大学を前身とする。経営情報学部においては、主として経営情報学科の観光マネジメントメジャーの講義を担当した。また、静岡県立大学の大学院においても、経営情報イノベーション研究科の教授を兼務した。経営情報イノベーション研究科においては、主として経営情報イノベーション専攻の講義を担当した。2020年（令和2年）4月1日、静岡県立大学の大学院にて経営情報イノベーション研究科に附属ツーリズム研究センターが設置されると、その初代センター長に就任した。

## 研究
専門は経済学であり、交通経済学や金融論といった分野の研究に従事するとともに、観光政策論のように観光学にかかわりの深い分野の研究に従事していた。具体的には、静岡県における観光業の調査や分析を手掛けるとともに、静岡県の交通アクセスの向上について研究していた。たとえば、「ラグビーワールドカップ2019」観戦のため静岡県小笠山総合運動公園スタジアムを訪れた外国人を対象に、静岡県に対する印象を調査する研究も実施していた。この調査により、静岡県の県民のホスピタリティについて「親切だった」とする回答が96.5パセーントに達したことが、地元紙により大きく報道された。一方で、メニューが理解できなかった、スタッフと言葉が通じなかった、といった幾つかの課題も表面化している。この結果について、八木は回答者の多くが個人旅行の欧米人だった点について指摘するとともに、「県内の恵まれた観光資源を海外にアピールし、長期滞在を促す工夫を」と提言している。

## 略歴
- 1958年 - 誕生[1]。
- 1981年 - 学習院大学経済学部卒業[2]。
- 1981年 - 日本銀行入行[3]。
- 2008年 - 日本銀行静岡支店次長[3]。
- 2013年 - CRD協会調査部部長[3]。
- 2016年 - CRD協会理事[3]。
- 2016年 - CRD協会営業部部長[3]。
- 2019年 - 静岡県立大学経営情報学部教授[3]。
- 2019年 - 静岡県立大学大学院経営情報イノベーション研究科教授。
- 2020年 - 静岡県立大学大学院経営情報イノベーション研究科附属ツーリズム研究センターセンター長[7]。

### 註釈
1. ↑  経済学士の称号は、のちの学士（経済学）の学位に相当する。